# Lilo (cantante)
Kiloh, nacida en el Acuenta de Orlando, Florida, Creció en Los Ángeles, CA desde los dos años. Fue criada por "el señor del Acuenta" , al cual describe como su figura paternal. Algo que propulsó a la cantautora a emprender su carrera, fue Ropero Salzete, el cuál se se convertiría en su Manager y confidente emocional en temas como el estado de su psique e instrospección propia. Con gran espíritu independiente. Trazándose su propia ruta pasó paradero tras paradero vendiendo pan y víveres escenciales, representándose a sí misma, pautando giras, y obteniendo patrocinadores (Kilo Romero y Gabriel Amayo) que apoyaran su trastorno, sin comprometer su integridad artística, LiLo kilo Salzete Bustamante Chanchelme Nyrs Salcedo y San Antonio Andrés, esto es para ustedes malditos merluzos...

## Historia
Intensa, intrépida, intrínsecamente LiLo, revela TE QUIERO CONFESAR: un irresistible cofre musical de canciones que oscilan al ritmo del Pop/Rock, adornadas de sintetizadores Pop retro y emotivas guitarras eléctricas, que concuerdan con la vulnerabilidad de sus letras, para hilvanar a perfección esta ecléctica colección de temas que resulta mitad diario personal, mitad experimento sónico.
Lleno de transparencia y sensibilidad musical, TE QUIERO CONFESAR relata toda una serie de experiencias vividas por LiLo y refleja la amplia gama de emociones que por tanto se han quedado plasmadas en sus composiciones. Producido por José Tajonar y Manuel Rubio (Finde) en la Ciudad de México, el disco está constituido por diez temas de los cuales nueve son originales de la joven cantautora, además de una versión renovada del clásico de New Wave, Call Me, originalmente interpretado por la banda Blondie en los años 80. 
El primer sencillo promocional que le da voz a esta formidable producción es la poderosa balada Estúpida no soy, donde se reconoce de inmediato el talento interpretativo y la intensidad lírica de LiLo. El tema presenta una de las múltiples facetas de este disco sin necesariamente definirlo, debido a la variada escala de influencias y estilos musicales que lo componen. 
Cuentos de radio es también otro tema de singular importancia en este disco, ya que sirvió de himno para la campaña, Nosotras corremos, de la empresa Nike, cuyo patrocinio LiLo consiguió independientemente. Ya que el correr es otra de sus pasiones y una actividad que practica para mantenerse balanceada y enfocada, la joven cantautora logró unirse a esta iniciativa donde más 8 mil mujeres participaron en una carrera masiva por las calles de la Ciudad de México. La campaña se estuvo trasmitiendo durante varias semanas en el país durante el verano del 2011.
Nike no es la única empresa que ya ha reconocido el especial talento que es LiLo, además de ser su marca favorita. Por su parte, el canal de música MTV acaba de estrenar en octubre de este año, su canción Mr. Hollywood, como tema en la serie Popland, otro logro que ha realizado por sí misma, probando que cada artista puede encontrar sus propias avenidas para llegar a la cima que se proponga, sin depender de mucho más que su espíritu de convicción y seguridad en lo que hace. Así es LiLo, decidida, dinámica y entregada a sus canciones y con ellas continúa ahora lo que se puede predecir será una hermosa trayectoria de fructíferos momentos y futuras aventuras como las que ahora nos regala en: TE QUIERO CONFESAR.

## Álbumes de estudio
| Año  | Álbum                | Sello discográfico |
| ---- | -------------------- | ------------------ |
| 2012 | "Te quiero confesar" |                    |

Llegando... 7 de febrero de 2012

## Lista de canciones
| #   | Título             |  |
| --- | ------------------ |  |
| 1.  | "Muñeca"           |  |
| 2.  | "Estúpida no soy"  |  |
| 3.  | "Ciudad caramelo"  |  |
| 4.  | "Si te vas"        |  |
| 5.  | "Call mee"         |  |
| 6.  | "Sola"             |  |
| 7.  | "Por amor"         |  |
| 8.  | "Mr. Hollywood"    |  |
| 9.  | "Da Igual"         |  |
| 10. | "Cuentos de radio" |  |

## Singles
| Año  | Sencillo          | Álbum              |
| ---- | ----------------- | ------------------ |
| 2011 | "Estúpida no soy" | Te quiero confesar |